# 6024 Отяномідзу
6024 Отяномідзу (6024 Ochanomizu) — астероїд головного поясу, відкритий 27 жовтня 1992 року.
Тіссеранів параметр щодо Юпітера — 3,513.
Названо на честь Отяномідзу (яп. おちゃのみず(御茶ノ水) отяномідзу)